# Lollapalooza Chile 2019
Lollapalooza Chile 2019 fue la novena edición del festival musical en dicho país, el cual se llevó a cabo en el parque O'Higgins de la ciudad de Santiago los días 29, 30 y 31 de marzo.
El 28 de junio la producción lanzó el anuncio de los tres días del festival, llevándose a cabo en el mismo lugar y al igual que la versión anterior, tuvo tres días, siete escenarios y más de 100 artistas.

## Desarrollo
Durante diciembre de 2018 se confirmó que habrá un nuevo escenario el cual estará en la zona VIP del festival y será exclusivo de esta zona, con esto se le da un beneficio más a quienes compren sus entradas VIP y Lounge Premium.
El 2 de marzo se confirma una nueva expansión del festival en donde se realiza habilitando nuevas áreas del Parque O'Higgins pasando de 30 hectáreas disponibles a 38,5. Además, en este anuncio se confirma una modificación en los escenarios del parque dejando a la zona Aldea Verde y el Aldea Verde Stage en la nueva localización del parque. Se anunció también que el escenario Aldea Verde Stage funcionará con energía renovable a través de paneles solares siendo este escenario el primero en la historia del festival en montarse de esta manera. En el lugar donde anteriormente se encontraba dicha zona pasa a llamarse Food Garden el cual tendrá diferentes food-trucks y stands de comidas y también un nuevo escenario de menor tamaño a los nueve principales y solo con artistas callejeros.
El mismo día se confirma también que la zona VIP se expande en tamaño y además tendrá un nuevo escenario llamado Heineken Lounge Stage el cual tendrá a artistas exclusivos y otros que también estarán presentes en los diferentes escenarios del festival.
Se oficializa el mismo día junto con la expansión del festival, el aumento de accesos para entrar al parque habilitando el acceso por General Rondizzoni, el cual tiene una estación de metro en la esquina de la calle, con esto la llegada al parque contará con dos estaciones en la avenida derecha al recinto.
Varios famosos estuvieron en la novena edición del festival como el exatleta Usain Bolt, el tenista Nicolás Jarry o el rider de BMX, Coco Zurita, quién participó en el mismo festival en dos ocasiones para presentarse junto a otros riders en una competencia de BMX y Skate auspiciada por Red Bull en una rampa dentro de la zona Lotus Village. 
Se confirma después del festival que se congregaron 240.000 asistentes, siendo el día domingo el más concurrido. Fue la edición con más público de la historia del festival sobrepasando a la versión del año pasado.

## Lineup
El 21 de noviembre se lanzó el lineup que tiene como principales atracciones a Arctic Monkeys, Kendrick Lamar, Twenty One Pilots, Lenny Kravitz, Sam Smith y Post Malone. El 6 de marzo se confirmaron los horarios para las tres jornadas, hasta el momento el lineup se encuentra sin bajas que informar.
| Viernes 29 de marzo  | Viernes 29 de marzo  | Viernes 29 de marzo | Viernes 29 de marzo       | Viernes 29 de marzo              | Viernes 29 de marzo                        | Viernes 29 de marzo  | Viernes 29 de marzo   |
| VTR Stage            | Banco de Chile Stage | Acer Stage          | Perry's Stage by VTR      | Lotus Stage                      | Kidzapalooza                               | Aldea Verde Stage    | Heineken Lounge Stage |
| -------------------- | -------------------- | ------------------- | ------------------------- | -------------------------------- | ------------------------------------------ | -------------------- | --------------------- |
| Kendrick Lamar       | Lenny Kravitz        | Paulo Londra        | Dimitri Vegas & Like Mike | Tokyo Ska Paradise Orchestra     | Pulentos                                   | Satori               | Melanie Ribbe         |
| Greta Van Fleet      | Vicentico            | Jorja Smith         | KSHMR                     | Caetano Moreno Zeca & Tom Veloso | Ángel Parra y los Retornados               | Nicola Cruz          | Fernanda Arrau        |
| Snow Patrol          | Los Tres             | Clairo              | FISHER                    | Green Valley                     | Subhira                                    | DJ Raff              | Red Rabbit            |
| Francisca Valenzuela | LANY                 | Bronko Yotte        | Kungs                     | Amanitas                         | Fundación Orquestas Juveniles e Infantiles | Chancha Vía Circuito | DJ Tressor            |
| The Inspector Cluzo  | Frank's White Canvas | Playa Gótica        | Gryffin                   | DrefQuila                        |                                            | Elkin Robinson       | Compadre              |
|                      |                      |                     | Kevinho                   |                                  |                                            | Kaleema              | Drunvaloop            |
|                      |                      |                     | Kidd Keo                  |                                  |                                            | Tribu Huni Kuin      |                       |
|                      |                      |                     | Sistek                    |                                  |                                            |                      |                       |

| Sábado 30 de marzo   | Sábado 30 de marzo   | Sábado 30 de marzo        | Sábado 30 de marzo   | Sábado 30 de marzo | Sábado 30 de marzo | Sábado 30 de marzo      | Sábado 30 de marzo    |
| VTR Stage            | Banco de Chile Stage | Acer Stage                | Perry's Stage by VTR | Lotus Stage        | Kidzapalooza       | Aldea Verde Stage       | Heineken Lounge Stage |
| -------------------- | -------------------- | ------------------------- | -------------------- | ------------------ | ------------------ | ----------------------- | --------------------- |
| Twenty One Pilots    | Post Malone          | Odesza                    | Steve Aoki           | Américo            | Pulentos           | Valesuchi               | DJ Raff               |
| Interpol             | Years & Years        | Rüfüs Du Sol              | RL Grime             | Paloma Mami        | R21 Charly Alberti | Booka Shade             | Satori                |
| Bring Me the Horizon | Portugal. The Man    | Protoje & the Indignation | DJ Who?              | Alemán             | Foji               | Nova Materia            | Entrópica             |
| Ziggy Marley         | Kamasi Washington    | Fever 333                 | Valentino Khan       | Tomasa del Real    | Los Frutantes      | Rubio                   | Pol del Sur           |
| Monsieur Periné      | Zaturno & Sole       | Pillanes                  | Hippie Sabotage      | Gianluca           | Danzante           | A. Chal                 | Isa Rojas             |
|                      |                      | Ases Falsos               | Jet Lag              |                    |                    | Julio Victoria          | Golden Rat            |
|                      |                      | Humboldt                  | Bad Gyal             |                    |                    | Kingo Roots & Ras Kadhu |                       |
|                      |                      |                           | Flak                 |                    |                    |                         |                       |

| Domingo 31 de marzo | Domingo 31 de marzo  | Domingo 31 de marzo  | Domingo 31 de marzo  | Domingo 31 de marzo | Domingo 31 de marzo | Domingo 31 de marzo                                                          | Domingo 31 de marzo   |
| VTR Stage           | Banco de Chile Stage | Acer Stage           | Perry's Stage by VTR | Lotus Stage         | Kidzapalooza        | Aldea Verde Stage                                                            | Heineken Lounge Stage |
| ------------------- | -------------------- | -------------------- | -------------------- | ------------------- | ------------------- | ---------------------------------------------------------------------------- | --------------------- |
| Arctic Monkeys      | Sam Smith            | Macklemore           | Tiësto               | La Floripondio      | Sinergia Kids Game  | Ana Tijoux                                                                   | Valesuchi             |
| The 1975            | Foals                | St. Vincent          | Zhu                  | Joe Vasconcellos    | Fundación Summer    | Batalla de Gallos ( Aczino, Dtoke, Pepe Grillo, Elemental, DJ Atenea y Seo2) | Fantasna              |
| Juanes              | Troye Sivan          | Rosalía              | Don Diablo           | C. Tangana          | Seun Kuti           | Sita Abellán                                                                 | Marcela Thais         |
| Gepe                | La Vela Puerca       | Jain                 | Loud Luxury          | Alika               | Sophi Lira          | Newen Afrobeat                                                               | Jefe Indio            |
| Fiskales Ad-Hok     | Adelaida             | Pillanes             | GTA                  | iLe                 |                     | Keko Yoma                                                                    |                       |
|                     |                      | Parcels              | Khea                 | Natalia Contesse    |                     |                                                                              |                       |
|                     |                      | Caramelos de Cianuro | Omar Varela          |                     |                     |                                                                              |                       |
|                     |                      | Cigar Box            | Polimá Westcoast     |                     |                     |                                                                              |                       |

## Sideshows
| Artista                | Ubicación        | Fecha       |
| ---------------------- | ---------------- | ----------- |
| Vicentico              | Teatro Teletón   | 27 de marzo |
| Snow Patrol            | Teatro La Cúpula | 28 de marzo |
| Kidd Keo, Alemán y NFX | Club Subterráneo | 28 de marzo |
| Protoje                | Club Chocolate   | 29 de marzo |
| Green Valley           | Teatro Teletón   | 30 de marzo |
| Ziggy Marley           | Club Amanda      | 1 de abril  |
| Years & Years          | Teatro Teletón   | 1 de abril  |
| Foals                  | Teatro La Cúpula | 2 de abril  |